# تاد جوزيف
تاد جوزيف (مواليد 1963) هو ملاكم غرينادي، مثّل بلاده في الألعاب الأولمبية الصيفية 1988.

## روابط خارجية
تاد جوزيف على موقع أوليمبيديا (الإنجليزية)